# Güneşi Gördüm
Pour plus de détails, voir Fiche technique et Distribution.
Güneşi Gördüm (J'ai vu le soleil) est un film turc réalisé par Mahsun Kırmızıgül, sorti en 2009.

## Synopsis
Dans la province d'Erszurum, en raison du conflit kurde en Turquie, une famille est forcée par l'armée d'évacuer le village où elle a vécu depuis des générations. Une partie de la famille, comme Ramo et sa famille, part pour Istanbul, d'autres comme le patriarche Davut et son beau-frère souhaitent se réfugier en Norvège.
Après avoir eu cinq filles, Ramo a enfin un fils, David. Ce dernier a lui-même deux fils, Mamo de caractère rude et Kadri, qui se sent fille depuis toujours.

## Fiche technique
- Titre : Güneşi Gördüm
- Réalisation : Mahsun Kırmızıgül
- Scénario : Mahsun Kırmızıgül
- Photographie : Soykut Turan
- Montage :
- Production :
- Société de production :
- Pays :  Turquie
- Genre : Drame
- Durée : 120 minutes
- Dates de sortie : 
  -  Turquie : 13 mars 2009

## Distribution
- Mahsun Kırmızıgül : Ramo
- Cemal Toktaş : Kadri
- Yıldız Kültür : Pakize
- Sarp Apak : Ahmet
- Buğra Gülsoy : Berat
- Ali Sürmeli : Nedim
- Altan Erkekli : Davut
- Erol Günaydın : Samet
- Demet Evgar : Havar
- Cezmi Baskın : Bünyamin
- Şerif Sezer : Gülistan
- Itır Esen : Doktor
- Zafer Ergin : Albay
- Emre Kınay : Musto
- Yiğit Özşener : Yüzbaşı Caner
- Menderes Samancılar : Cuma
- Seyhan Arman : Fifi la drag queen
- Deniz Oral : Tansu
- Hande Subaşı : Zehra
- Alper Kul : Serhat
- Erol Demiröz : Haydar
- Murat Ünalmış : Mamo
- Macit Sonkan : İsa
- Cem Aksakal : Cansu
- Bala Atabek : Hayriye
- Pelin Çalışkanoğlu : Aynur